# Maria Luísa de Áustria
Maria Luísa de Áustria (Viena, 12 de dezembro de 1791 – Parma, 17 de dezembro de 1847), foi a segunda esposa de Napoleão Bonaparte e Imperatriz da França de 1810 a 1814, posição que voltou a ocupar por poucos meses em 1815 (20 de março a 22 de junho) e Rainha da Itália de 1810 a 1814. Era filha do imperador Francisco I da Áustria e Maria Teresa de Nápoles e Sicília, casou-se com Napoleão, que não tivera de Josefina de Beauharnais um herdeiro para seu trono. Ela era irmã da Imperatriz do Brasil e Rainha de Portugal, Maria Leopoldina de Áustria, casada com D. Pedro I & IV Imperador do Brasil e Rei de Portugal, portanto fazia parte da linhagem materna do imperador D. Pedro II do Brasil e da rainha Maria II de Portugal.
Maria Luísa casou-se com Napoleão Bonaparte em 11 de março de 1810, quando tinha dezoito anos de idade. Seu pai tinha a intenção de aproximar as relações políticas entre o Império Austríaco e o Império Francês através da união matrimonial. Napoleão, por sua vez, via na Casa de Habsburgo, uma tradicional casa real, uma chance de validar seu poder na Europa. O casamento foi realizado em Viena por procuração em 11 de março de 1810 e em pessoa em St. Cloud o civil e no Louvre o religioso, em 2 de abril de 1810. Tiveram apenas um filho, o futuro Napoleão II.
Quando Napoleão foi exilado para a ilha de Elba, Maria Luísa e o filho mudaram-se para a Áustria mas Maria Luísa conservou o título de Imperatriz dos Franceses.
Forçada a se afastar do filho, tornou-se Duquesa de Parma, Placência e Guastalla de 1814 a 1847. Deixou o filho em Viena e se mudou para Parma com seu ajudante de ordens, o general conde Adão Adalberto von Neipperg, do qual teve vários filhos, casando-se com ele em Parma secretamente, em 1821 ou 1822, depois da morte de Napoleão.
Ao enviuvar de Neipperg em 1829, ainda se casou em terceiras núpcias, de novo secretamente, com Charles-René de Bombelles, nascido em Paris em 1785 e morto em 1856, de família italiana estabelecida na França desde o século XVI e na Áustria desde o século XVIII. Grão-Mestre de cerimônias da corte austríaca, era filho do Marquês de Bombelles e de Angelique de Mackau, e viúvo de Mlle. de Cavanagh, de quem tivera dois filhos. Maria Luísa faleceu no ano de 1847 aos 56 anos.

## Início de vida
A arquiduquesa Maria Luísa da Áustria (que recebeu o nome batismal em latim de Maria Ludovica Leopoldina Francisca Theresa Josepha Lucia) nasceu no Palácio de Hofburg em Viena pouco antes da meia-noite em 12 de dezembro de 1791, primeira filha do arquiduque Francisco da Áustria e sua segunda esposa, Maria Teresa de Nápoles e Sicília. Ela recebeu o nome de sua avó, Maria Luísa, imperatriz romana. Seu pai tornou- se Sacro Imperador Romano um ano depois como Francisco II, aos 24 anos, despreparado e com pouca experiência. Maria Luísa era bisneta da imperatriz Maria Teresa através de seus pais, como primos de primeiro grau. Ela também era neta materna da Rainha Maria Carolina de Nápoles, irmã favorita de Maria Antonieta.
Os anos de formação de Maria Luísa foram durante um período de conflito entre a França e sua família. Quando a Revolução Francesa estava no seu ápice, Maria Luísa tinha 22 meses. Ela foi criada para detestar idéias francesas. Maria Luísa foi influenciada por sua avó Maria Carolina, que desprezava a Revolução Francesa, que acabou causando a morte de sua irmã, Maria Antonieta. O Reino de Nápoles de Maria Carolina também entrou em conflito direto com as forças francesas lideradas por Napoleão Bonaparte. A Guerra da Terceira Coalizão levou a Áustria à beira da ruína, o que aumentou o ressentimento de Maria Luísa em relação a Napoleão. A família imperial foi forçada a fugir de Viena em 1805. Maria Luísa refugiou-se na Hungria e depois na Galiza antes de retornar a Viena em 1806. Seu pai renunciou ao título de Sacro Imperador Romano, mas permaneceu Imperador da Áustria.
Para torná-la mais casável, seus pais a ensinaram em vários idiomas. Além de seu alemão nativo, ela se tornou fluente em inglês, francês, italiano, latim e espanhol.  A jovem arquiduquesa é educada de forma bastante simples, anda pelas ruas de Viena com o pai, brinca com os filhos dos criados, segue os preceitos da religião católica e a educação clássica das princesas de seu tempo que deveria encorajá-la a se tornar uma mulher de dever, educada, capaz de aparecer em público mas dócil. Sua mãe, a Imperatriz Maria Teresa de Bourbon-Nápoles era fria e negligenciou Maria Luísa, que disse: "Se ao menos ela me abraçasse, mas não me atrevo a ter esperança por tamanha graça." Em compensação, era próxima de seu pai. Entre seus onze irmãos e irmãs, as outras preferências do imperador vão para Maria Leopoldina, futura Imperatriz do Brasil, e Francisco Carlos, pai do futuro imperador Francisco José e Maria Clementina, futura Princesa de Salerno. Além disso, Maria Luísa estabelece um relacionamento afetivo com sua governanta, a condessa Victoria Colloredo, nascida Foliot de Grenneville, e a filha desta, Victoire.
Maria Luísa se interessava por gastronomia, pintura e piano. Ela gostava de animais e tinha muitos animais de estimação, entre eles um cachorro, um coelho e vários pássaros. A Arquiduquesa gostava de passar o tempo ao ar livre, caçando e pescando na companhia do pai e dos irmãos.
Em 1807, quando Maria Luísa tinha 15 anos, sua mãe morreu aos 35 anos, após sofrer complicações no parto, dando a luz a seu décimo segundo filho, uma menina. Menos de um ano depois, o imperador Francisco se casou com sua prima em primeiro grau Maria Ludovica de Módena, que era quatro anos mais velha que Maria Luísa. No entanto, Ludovica assumiu um papel materno em relação à sua enteada: “Não creio que a pudesse ter amado mais do que se não a tivesse carregado no ventre, além disso ela merece, porque o seu carácter é fundamentalmente bom”. Ela também era amarga com os franceses, que haviam privado seu pai do Ducado de Módena e Régio.
Outra guerra eclodiu entre a França e a Áustria em 1809, que resultou em derrota para os austríacos novamente. A família Imperial teve que fugir de Viena novamente antes que a cidade se rendesse em 12 de maio. Sua jornada foi dificultada pelo mau tempo, e eles chegaram a Buda "molhados e quase esgotados pelo cansaço". Desde a infância Maria Luísa sentiu as consequências das batalhas travadas pela Áustria contra a França de Napoleão: o Tratado de Campoformio que sancionou as primeiras derrotas da Áustria foi assinado em 1796, quando ela tinha apenas quatro anos. Ela também é incitada a ter um ódio profundo pelo comandante francês que, aos seus olhos, é o diabo: entre seus brinquedos, Maria Luísa tem um soldado de madeira chamado “Bonaparte” que ela gosta de maltratar. Quando a notícia do sequestro e execução do duque de Enghien por Napoleão chegou a Viena em 1804, os Habsburgo-Lorena lembraram-se do destino de Maria Antonieta e começaram a temer por suas vidas. Indignada ao presenciar o sofrimento de seu pai, ela escreve à mãe: “O destino se inclinará para o lado do pai e finalmente chegará o momento em que este usurpador será humilhado. Talvez Deus o deixe chegar a este nível para privá-lo,depois de ter ousado tanto, de qualquer fuga." Em 1805, durante a Guerra da Terceira Coligação, Napoleão infligiu uma severa derrota ao exército austríaco na Batalha de Ulm, em 20 de outubro. Um mês depois, o imperador francês entrou em Viena e estabeleceu-se em Schönbrunn. Maria Luísa e seus irmãos e irmãs são enviados para a Hungria. Da cidade de Ofen, a arquiduquesa espera que o destino da guerra favoreça os aliados, oque não aconteceu. Contrariamente às suas expectativas, Napoleão venceu a decisiva Batalha de Austerlitz em 2 de dezembro de 1805. A derrota foi seguida pela Paz de Pressburg, bastante desfavorável para a Áustria, que foi privada de numerosos territórios, principalmente Veneto, Dalmácia, Tirol e Voralberg e pouco depois, em Agosto de 1806, o Sacro Império Romano deixa de existir, tornando-se apenas o Império Austríaco. A Áustria derrotada está isolada e humilhada.
O cotidiano dos Habsburgo era desgastante, já que família imperial vivia fugindo de Viena.  Maria Luísa, 17 anos, escreveu ao pai: “vivemos constantemente com medo, sem saber se cada novo dia nos traz alegria ou tristeza. »
À medida que os exércitos napoleónicos se aproximavam, os arquiduques austríacos tiveram que abandonar a cidade e refugiar-se mais a leste, em Eger , onde a imperatriz Maria-Ludovica se encarregou da educação dos seus genros, a quem incitava cada vez mais ao ódio contra Napoleão. Ela lê perguntas que a nora deve responder em voz alta: “Quem é o inimigo da nossa felicidade? O imperador dos franceses. E os seus? Um vilão. Quantas naturezas ele tem? Dois: uma natureza humana e uma natureza diabólica. De quem deriva Napoleão? Do pecado”. Em O6 de julho de 1809, Napoleão vence a Batalha de Wagram e a Áustria se rende; a derrota foi seguida pelo Tratado de Schönbrunn, que se revelou humilhante para a Áustria.

## Procuração para o Casamento

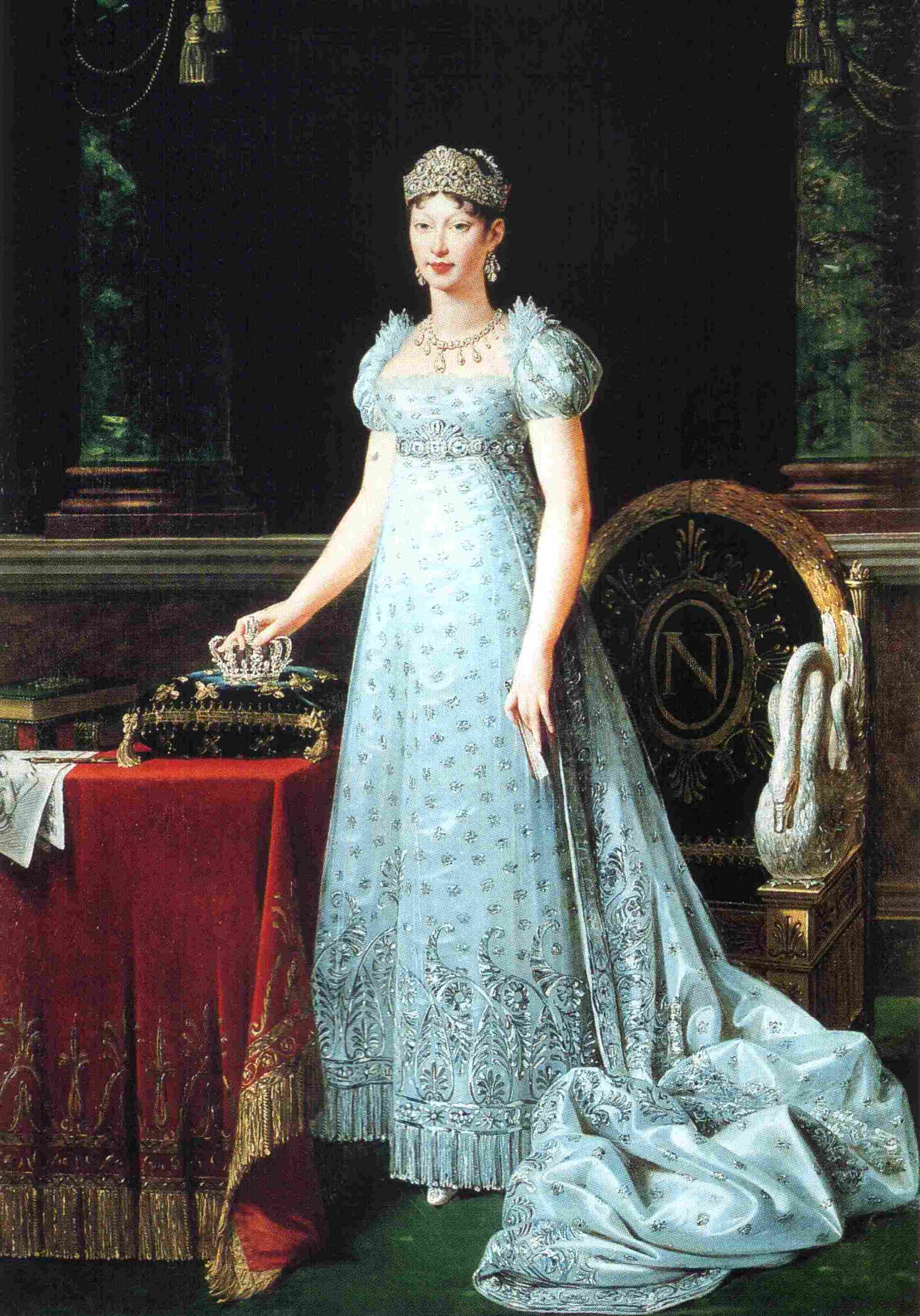
Retrato em 1812 por Robert Lefèvre.

Em 20 de dezembro de 1809, Napoleão I divorcia-se de Josefina de Beauharnais porque ela não pode mais gerar um herdeiro. As dúvidas sobre sua própria esterilidade foram dissipadas: ele tem um filho com Éléonore Denuelle de La Plaigne e outra amante, Marie Walewska também espera um filho dele. Após uma tentativa de assassinato, ele fica ansioso para fundar uma dinastia com descendentes legítimos. Ele, portanto, procura rapidamente se casar novamente.
Depois de terem sido descartadas as candidatas francesas, Napoleão considerava três pretedentes: A princesa Maria Augusta da Saxônia disparava a lista, mas, aos 27 anos, ela já era considerada "velha demais" para engravidar. Outra candidata, Anna Pavlovna Romanov, de 14 anos, irmã do czar Alexandre I da Rússia era o oposto, nova demais, e Napoleão não estava disposto a esperar. Sobrou então a Arquiduquesa Maria Luísa, filha do imperador de Áustria e chefe da família Habsburgo. O Conde Metternich, que temia uma aliança entre Paris e Moscow, persuadiu Francisco I a concordar com o matrimônio. 
Maria Luísa não é informada sobre as negociações de seu casamento, mas a notícia do divórcio de Napoleão chega a seus ouvidos. Em 10 de janeiro de 1810, Marie Louise escreveu a uma amiga:
"Ninguém fala de nada além do divórcio de Napoleão. Deixo todos falarem e não me preocupo nem um pouco, só tenho pena da pobre princesa que ele escolher, pois tenho certeza de que não serei eu quem será vítima da política." 
Ao saber que a “pobre princesa” era ela, Maria Luísa relutante, aceitou seu destino. Ela escreve, em 23 de janeiro de 1810 à amiga Victoire: “Sei que em Viena já me veem casada com o grande Napoleão, espero que isso não aconteça e estou muito grato a você, querida Victoire, saudações. Sobre este assunto, estou formulando contradesejos para que isso não aconteça e acredito que seria o único a não me alegrar com isso”
Maria Luísa foi casada por procuração com Napoleão Bonaparte em 11 de março de 1810 na Igreja Agostiniana, em Viena. Napoleão foi representado pelo arquiduque Carlos, o tio da noiva. Segundo o embaixador francês, o casamento "foi celebrado com uma magnificência que seria difícil de superar, ao lado do qual nem as mencionadas festividades brilhantes que o precederam". Tornou-se imperatriz dos franceses e "rainha da Itália".
Maria Luísa partiu de Viena em 13 de março, provavelmente esperando nunca voltar. Napoleão queria que a cerimônia seguisse o protocolo usado quarenta anos antes para Maria Antonieta. A jovem princesa austríaca passa sucessivamente por três pequenos quartos temporários de madeira (quarto austríaco, quarto neutro e quarto francês): no primeiro, despe-se; na segunda, veste roupas trazidas pela corte imperial francesa e é recebida pela irmã mais nova de Napoleão, a rainha de Nápoles , Carolina Bonaparte que fez a assustada adolescente se despir novamente e tomar banho na sua frente; no terceiro, torna-se verdadeiramente francesa. Ela conheceu Napoleão pela primeira vez em 27 de março em Compiègne, comentando com ele: "Você é muito mais bonito que o seu retrato".
Impaciente, Napoleão decide quebrar o protocolo: nessa mesma noite, decide dormir com a sua nova esposa, não sem antes perguntar ao bispo de Nantes se o casamento por procuração em Viena lhe confere os direitos de marido sobre a esposa. Tendo recebido uma resposta positiva, decidiu unir-se antes da cerimónia em Paris . Depois de verificar as intenções da noiva, Napoleão instrui sua irmã Caroline a relembrar brevemente o papel da mulher naquela noite. Napoleão recordou mais tarde aquela noite durante o seu exílio na Ilha de Elba : “Eu fui até ela e ela riu, fez tudo enquanto ria. Ela riu a noite toda”. Na manhã seguinte, o noivo acordou de bom humor, ele sussurra para seu ajudante de campo Savary: “Meu querido, case com uma alemã, elas são as melhores mulheres do mundo, doces, boas, ingênuas e frescas como rosas! 
O casamento civil foi realizado na igreja de Saint Joseph em 1 de abril de 1810. No dia seguinte, Napoleão e Maria fizeram a viagem a Paris. A cavalaria da guarda imperial liderou a procissão, seguida pelo arauto e depois pelas carruagens. Os marechais da França cavalgavam de cada lado, perto das portas das carruagens. A procissão chegou ao Palácio das Tulherias, e o casal imperial foi até a capela do Salon Carré (no Louvre) para a cerimônia religiosa do casamento. A cerimônia foi conduzida pelo cardeal Joseph Fesch, Grande Almoner da França e tio de Napoleão. Uma marcha nupcial foi composta para a ocasião por Ferdinando Paer. As celebrações elaboradas continuaram a ser realizadas em maio e junho de 1810. Estas incluíram uma bola, uma máscara, uma batalha marítima no Sena e uma exibição de fogos de artifício criados por Claude-Fortuné Ruggieri, para 4.000 pessoas.
Por esse casamento, Napoleão tornou-se o sobrinho-neto de Luís XVI e Maria Antonieta.

## Casamento com Napoleão

### A vida como imperatriz
Maria Luísa era uma esposa obediente e se estabeleceu rapidamente na corte francesa. Ela desenvolveu uma estreita amizade com sua Première dame d'honneur, a duquesa de Montebello, enquanto a maioria dos assuntos diários era tratada por sua dona de arte Jeanne Charlotte du Luçay. Napoleão observou inicialmente que "havia casado com um útero" com um assessor, mas o relacionamento deles logo cresceu. Napoleão rapidamente se apaixonou por Maria Luísa, cuja nobreza de nascimento e virtudes domésticas ele admirava. Ela revela-se uma esposa ideal para o imperador, foi treinada para obedecer desde a infância, é devota, amorosa e não interfere nos assuntos políticos. Maria Luísa fala informalmente com o marido para grande surpresa dos cortesãos e chama-o de “Nana” ou “Popo”. Metternich tentou influenciar a imperatriz para exercer algum controle sobre o marido e levá-lo a uma política pró-austríaca, mas Maria Luísa, agora apaixonada por Napoleão, recusa. Contrariando as expectativas, Maria Luísa ficou satisfeita com seu marido. Em 24 de abril de 1810 ela escreveu a uma amiga que estava prestes a se casar: "desejo que em breve você seja tão feliz quanto eu”.
Napoleão "não poupou esforços" para agradá-la e comparava constantemente suas duas mulheres: enquanto ele ainda amava Joséphine e, embora afirmasse que ela continuava sendo sua melhor amiga, mesmo após o divórcio amigável, ele não a respeitava, enquanto que com Maria havia "Nunca mentira, nunca dívida", presumivelmente uma referência ao boato de Joséphine ter casos extraconjugais e reputação como gastadora.
Napoleão relembrava: "Joséphine – tudo é arte e graça, na outra – Maria Luísa é a inocência feita pessoa”. Outra grande diferença entre as duas diz respeito aos gastos da Corte com vestidos e joias: Josefina supera até Maria Antonieta, já famosa por sua extravagância, e por exemplo, entre 1804 e 1806, gastou 6.647.580 francos. Maria Luísa permanece sempre abaixo dos 500.000 francos que lhe foram concedidos.
Maria Luísa escreveu ao pai: "Garanto-lhe, querido papai, que as pessoas fizeram grande injustiça ao imperador. Quanto melhor o conhece, melhor o aprecia e o ama". No entanto, o casamento não ocorreu sem tensão; Napoleão às vezes comentava com os assessores que Maria Luísa era muito tímida, comparada a Josephine, extrovertida e apaixonada, com quem ele permaneceu em contato próximo, dirigindo-se a ela como “meu amor”, perturbando Maria Luísa.
Josefina estava disposta a cultivar relações cordiais com Maria Luísa, mas esta temia sua antecessora, assim como temia todos os franceses. Quando esse assunto era mencionado, Maria Luísa chorava e ficava bastante ansiosa. Napoleão escreveu em suas memórias: “ela sempre teve medo de estar entre os franceses que mataram a sua tia” 
Embora apreciada pelo imperador, Maria Luísa foi, para os franceses, a nova “austríaca”. Nas cartas ao pai, ela diz que está feliz, mas às vezes deixa transparecer uma certa amargura. O poeta Lamartine fala dela como “uma estátua da melancolia do norte abandonada no meio de um acampamento francês, em meio ao choque de armas. A jovem imperatriz rapidamente entrou em conflito com o clã Bonaparte que, antes dela, tinha demonstrado o mesmo ódio por Josefina. Se a mãe de Napoleão, Maria Letizia Ramolino, se contentava em lançar olhares de desprezo à jovem inexperiente, as suas filhas faziam questão de a ridicularizar na Corte. A única pessoa do Clã Bonaparte com quem mantém boas relações é Hortênsia de Beauharnais , rainha da Holanda.
A empolgação em torno do casamento deu início a um período de paz e amizade entre a França e a Áustria, que estiveram em guerra nas últimas duas décadas. O povo de Viena, que odiava Napoleão apenas alguns meses antes, foi subitamente elogiado pelo imperador francês. Cartas lisonjeiras foram enviadas entre Napoleão, o imperador Francisco I, a imperatriz Maria Ludovica e o arquiduque Carlos durante as festividades do casamento.
Em ocasiões públicas, Maria Luísa falou pouco devido à reserva e timidez, que alguns observadores confundiram com arrogância. Ela era considerada uma mulher virtuosa e nunca interferiu na política. Em particular, ela era educada e gentil.
Durante os primeiros meses de casamento, Napoleão passou muito tempo com Maria Luísa. Eles fizeram excursões juntos e gostavam de caçadas, peças teatrais, bailes, concertos e óperas,além de fazerem banquetes e recepções. No final de abril, eles embarcaram em uma lua de mel de um mês pelo norte da França e pela Bélgica. Napoleão frequentemente abraçava e beliscava a orelha de Maria  Luisa um de seus métodos de demonstrar afeto.
Na vida privada, a Imperatriz dedicou-se às atividades que preencheram os seus dias em Viena e que Napoleão apreciava. Ela continua fazendo bordados e costura; tocar instrumentos continua sendo uma de suas atividades favoritas e ela se dedica à harpa, cravo e piano. Ferdinando Paër deu-lhe aulas de canto e Marie-Louise ajudou-o na sua carreira em Paris: em 1812, tornou-se diretor do Teatro da Ópera Italiana e do Teatro da Imperatriz. Prud'hon e Isabey são seus professores de desenho. Ler é um hobby importante, mas também é uma ferramenta de aprendizagem e educação. Maria Luísa dá grande importância às refeições e é gananciosa. Gosta de jogar bilhar, passear nos jardins do Eliseu e correr a cavalo em Saint-Cloud . A caça não a excita, ela apenas os segue de carruagem. Quanto a Versalhes, ela está dividida: gosta do parque Petit Trianon, que lhe lembra Laxemburgo, mas a atmosfera lhe parece impregnada da falecida Maria Antonieta. Tendo crescido no ambiente devoto de Viena, Maria Luísa ia à missa aos domingos e em vários feriados religiosos. Dentro dos limites concedidos pelo marido e sob o controle do aparelho estatal, ela também se dedica à caridade

### Gravidez e nascimento do primeiro filho

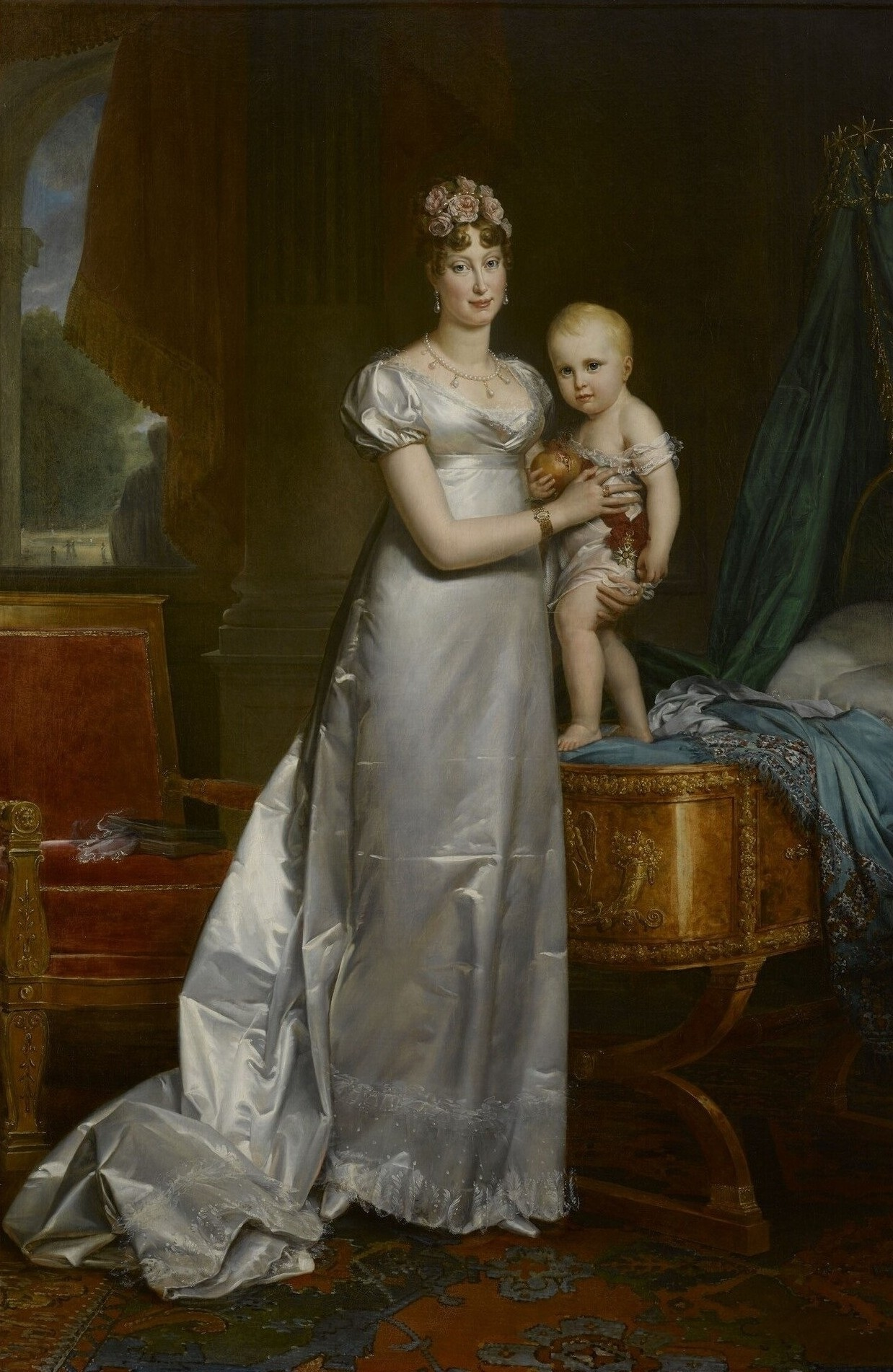
Maria Luísa e o Rei de Roma, por François Gérard em 1813

Maria Luísa engravidou em julho de 1810. Ela escreveu ao pai em 2 de julho de 1810: “Estou muito feliz, pois meu médico me garantiu que, desde o mês passado, estou grávida. Que Deus queira que seja verdade. Decidi renunciar imediatamente a qualquer dança ou passeio a cavalo.”																	
Napoleão também viria a escrever para seu sogro: “Não sei se a Imperatriz lhe informou que nossas esperanças em relação à gravidez dela se tornam cada vez mais prováveis a cada dia e que estamos sendo tão cuidadosos quanto possível aos dois meses e meio.”
Em 15 de agosto de 1810 , os médicos estavam convencidos de que ela estava grávida, embora Corvisart admitisse a Napoleão que houve algum equívoco sobre o tempo da gravidez. Agosto, era provavelmente apenas o segundo mês da gestação.
Em 4 de novembro de 1810, uma cerimônia de batismo dos filhos do Príncipe de Neuchâtel, dos Duque de Montebello), dos (Duque de Bassano) e Champagny (Duque de Cadore), bem como de Luís Carlos Napoleão (o futuro Napoleão III foi celebrado pelo Cardeal Fesch na Capela da Trindade em Fontainebleau. De acordo com as memórias de Constant, Napoleão, estava esperançoso com o nascimento de um herdeiro legítimo e teria comentado após a cerimônia: “Em breve, senhores, teremos , espero, outra criança para batizar.”
Em novembro, a gravidez já era evidente e Maria Luísa finalmente confirmou ao pai numa carta datada de 22 de Novembro de 1810: “Querido pai, esta carta é para anunciar a minha gravidez. Aproveito esta oportunidade para solicitar suas bênçãos para mim e seu neto ou neta. Você pode imaginar minha alegria. Deveria estar completo se este nascimento trouxesse você para Paris."
Francisco I respondeu à filha, aconselhando-a a cuidar da saúde e a “permanecer ativa, mas não muito, e acima de tudo, evitar estradas ruins que possam estar cheias de buracos”.
Os títulos imperiais foram rapidamente escolhidos: rei de Roma se for menino, princesa de Veneza se for menina - indesejada. 101 tiros de canhão para um meninos e apenas 21 tiros para uma menina.

### Preparativos para o parto
Seis semanas antes do parto, Napoleão iniciou a procura das amas de leite do bebê. 116 mulheres se candidataram ao cargo, sendo informando a cada candidata que somentr três seriam escolhidas, após o que seriam colocadas na Maison de Retenue. As mulheres ainda teriam que ser confirmadas pela governanta e passariam por exames médicos ocasionais. Assim que a criança nascesse, Corvisart escolheria uma ama-de-leite-chefe entre as três candidatas. O aluguel foi fixado em 2.400 francos por ano. O endereço era o terceiro andar de um sobrado na rua de Rivoli, número 14. 
A primeira escolhida foi Madame Auchard, após ter sido descoberta por General Bertrand, que a avistou amamentando seu filho e em um dos parques de Paris. Foi descrita como "mulher grande, redonda, fresca e saudável".  Madame Auchard foi posteriormente acolhida no palácio, onde ficou famosa pela saúde, bom humor, e pela abundância. No final do seu serviço, ela recebeu um aluguel  de 4.800 francos por ano, junto com uma pensão anual de 6.000, joias e diamantes no valor de 20.000, e um presente de ano novo – todos os anos.
Em 14 de fevereiro de 1811 , foi feita uma encomenda na boutique da alta sociedade da moda parisiense, Mademoiselle Minette. O pedido eram de quarenta e duas dúzias de panos, vinte dúzias de corpetes de bebê, vinte e seis dúzias de camisas, cinquenta dúzias de fraldas, doze dúzias de xales e lenços de noite e doze dúzias de toucas de dormir. Algumas das peças eram bordadas com a imagem de uma abelha e da coroa real, mas, todas traziam a insígnia da estrela do Rei de Roma. O total ascendeu a 40.402 francos. 
No dia 15 de fevereiro, Maria Luísa começou a ficar preocupada com o sexo do bebê. Ela tinha desejos por uma menina, mas seu esposo precisava de um herdeiro. Ansiosa, ela perguntou a parteira, Madame Lachapelle, sobre isso e a conversa terminou com a parteira irritada com a imperatriz, informando que “é melhor deixar tais artes duvidosas para Madame Lenormand, uma cartomante”. 
A partir de 4 de março de 1811 , Maria Luísa era sempre vista passeando nos jardins das Tulherias, ao longo do Terrasse du Bord de l'Eau.  Napoleão posteriormente ordenou que Fontaine construísse um túnel subterrâneo ligando os apartamentos do palácio ao terraço. No entanto, o túnel não estaria concluído antes do nascimento.

### O parto complicado
Em 19 de março, Maria Luísa foi visitada pelo embaixador austríaco, seu tio, o grão-duque de Wurtzemburg, e Eugênio de Beauharnais, enteado de Napoleão e filho de Josefina. Depois, ela caminhou com seu marido como ele mesmo relata em suas memórias: "No dia em que a criança nasceu, a Imperatriz caminhou algum tempo comigo. Suas dores estavam aumentando, mas eles não achavam que o parto aconteceria antes de quatro horas." 
O secretário particular de Napoleão, Barão Méneval forneceu um relato sobre o nascimento do rei de Roma: "As primeiras dores foram sentidas na noite anterior – 19 de março de 1811. Foram suportáveis até o amanhecer, quando cessaram completamente e Maria Luísa conseguiu dormir. Napoleão passou a primeira parte da noite ao lado da cama dela; então, vendo que ela havia adormecido, subiu para seu quarto e tomou banho." 
Por volta das 19 horas, Napoleão a visitou pela segunda vez. Maria Luísa havia solicitado a sua presença devido às intensas contrações. Ela acordou com tanta dor que os médicos acreditavam que o parto seria rápido. Napoleão escreveu:
"Corri imediatamente para a Imperatriz. Ela teve que ser transferida para outra cama para que pudessem usar instrumentos (...) Ela gritou horrivelmente. Não sou naturalmente de coração mole, mas fiquei muito comovido quando vi como ela sofreu. Dubois mal sabia o que fazer e quis esperar por Corvisart."
Às 20h , os grandes dignitários da corte foram convocados ao palácio. A mãe de Napoleão, Madame Mère, chegou por volta das 21h e ficou com a imperatriz. Às 22h, Corvisart anunciou que o bebê nasceria "durante a noite ou talvez, ao meio-dia" do dia seguinte. Os grandes dignitários foram mandados embora depois das 22hrs. 
Maria Luísa estava com medo. O cronista Barão Gaspard Gourgaud disse que a Imperatriz achava que seria sacrificada em favor de seu filho.
"Quando seu filho nasceu, estava convencida de que seria sacrificada para salvá-lo. Ela gritou: "Eu sou a Imperatriz; eles não se importam comigo, mas querem acima de tudo preservar a vida do meu filho." A pobre jovem era muito digna de pena, separada como estava de toda a sua família. O imperador queria que o Grão-Duque de Wurtzburg fosse admitido em sua câmara para encorajá-la. Ela segurava as mãos do marido o tempo todo."
Napoleão confirmou a história em duas memórias: "A Imperatriz se achava perdida. Ela se convenceu de que sua vida seria sacrificada para salvar a da criança. Mas eu dei ordens em contrário."
Tendo o saco amniótico estourado, as vidas da criança e da mãe estão ameaçadas. O Doutor Dubois perguntou então a Napoleão quem salvar em caso de perigo. Napoleão disse então para salvar a mãe como prioridade: “Vamos, não perca a cabeça: salve a mãe, pense só na mãe. A natureza não tem lei, senhor: aja como se ela fosse um meio- garota da classe da Rua Saint-Denis. Comporte-se exatamente como se estivesse esperando o filho de um sapateiro”, respondeu o Imperador a Dubois, contrariando o costume que é salvar a criança, o que equivale a salvar a aliança austríaca, Napoleão pensando que Maria Luísa poderá dê-lhe outros herdeiros . Dubois, que ligou para Corvisart, teve que usar “les ferrements” (fórceps) porque a criança nasceu pelos pés, o que fez Maria Luísa gritar com dor.
Assim nasceu, às 9h15 da manhã, do dia 20 de março de 1811, com 4,5kg o tão esperado herdeiro homem, Napoleão II, o rei de Roma, mas "sem dar qualquer sinal de vida" . Corvisart chegou ao local e encontrou o bebê colocado no chão, Dubois cuidando apenas da mãe. Corvisart o esfrega e a criança finalmente grita depois de sete minutos. Maria Luísa ficou muito machucada e sofreu muito. Napoleão, que presenciou ao parto, ficou encantado e horrorizado. Proferindo que preferia estar numa batalha ao ver sua esposa sofrer novamente com parto, ele decidiu que iria se contentar com o rei de Roma.

### Reacender da guerra

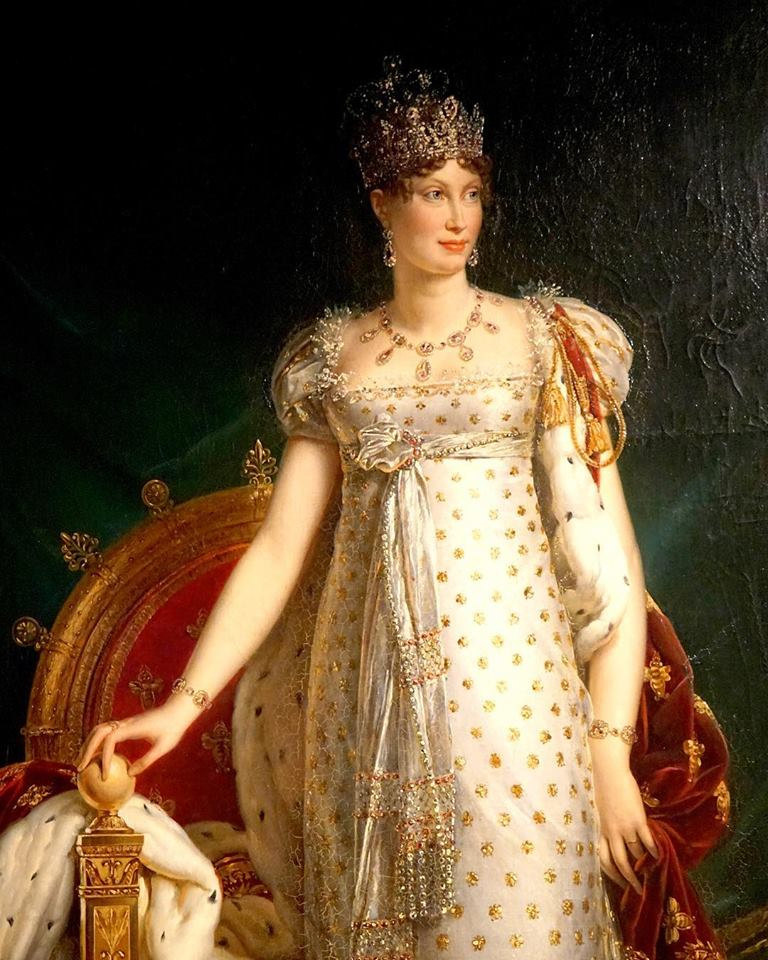
Imperatriz Maria Luísa dos franceses em roupas de Estado, por François Gérard, c.1812.

Em maio de 1812, um mês antes da invasão francesa da Rússia, Maria Luísa acompanhou Napoleão Bonaparte a Dresden, onde conheceu seu pai e madrasta. O imperador Francisco disse a Napoleão que podia contar com a Áustria para o "triunfo da causa comum", uma referência à guerra iminente. Uma rivalidade menor começou a se desenvolver entre Maria Luísa e a imperatriz da Áustria, que estava com ciúmes por ter sido surpreendida pela aparência da enteada. Foi também em Dresden, onde ela conheceu o conde Adão Adalberto von Neipperg. Napoleão deixou Dresden em 29 de maio para assumir o comando do seu exército.
Maria Luísa então viajou para Praga, onde passou algumas semanas com a família imperial austríaca, antes de retornar a Saint-Cloud em 18 de julho. Ela manteve contato com Napoleão durante toda a guerra. A invasão da Rússia terminou desastrosamente para a França. Mais da metade do Grande Armée foi destruída pelos ataques russos de inverno e guerrilha. Após o fracassado golpe de Malet em outubro de 1812, Napoleão apressou seu retorno à França e se reuniu com sua esposa na noite de 18 de dezembro.

### Exílio de Napoleão
Napoleão Bonaparte abdicou do trono em 11 de abril de 1814 em Fontainebleau. O Tratado de Fontainebleau o exilou em Elba, mas permitiu a Maria manter sua posição e estilo imperiais e a tornou governante dos ducados de Parma, Placência e Guastalla, com seu filho como herdeiro. Este arranjo foi posteriormente revisto no Congresso de Viena.
Maria Luísa foi fortemente dissuadida de se reunir com o marido por seus conselheiros, que relataram que Napoleão ficou perturbado pela tristeza pela morte de Joséphine. Em 16 de abril, seu pai chegou a Blois para encontrá-la. A conselho do imperador Francisco, Maria Luísa partiu de Rambouillet com seu filho para Viena em 23 de abril. Em Viena, ela ficou em Schönbrunn, onde recebia visitas frequentes de suas irmãs, mas raramente de seu pai e madrasta. Ela conheceu sua avó, Maria Carolina, que desaprovava o fato de abandonar o marido. Angustiada por ser vista como uma esposa sem coração e mãe indiferente, escreveu em 9 de agosto de 1814: "Estou em uma posição muito infeliz e crítica; devo ser muito prudente em minha conduta. Há momentos em que esse pensamento me distrai que eu acho que a melhor coisa que eu poderia fazer seria morrer".

## Imperatriz dos Franceses
Durante a ausência de Napoleão em 1812, 1813 e 1814 (quando ele estava na Campanha da Rússia e durante sua Campanha na Alemanha), Maria Luísa atuou como regente em Paris. Após a primeira queda de Napoleão em 1814, ela retornou a Viena, onde foi recebida de braços abertos pela população e por sua própria família. Ela não respondeu aos pedidos de Napoleão para segui-lo até Elba. Também durante o segundo reinado de Napoleão, o chamado Governo dos Cem Dias, ela permaneceu em Viena, apesar dos renovados convites de Napoleão para juntar-se a ele. Após sua queda em 1814, ele nunca mais a viu.

## Duquesa de Parma

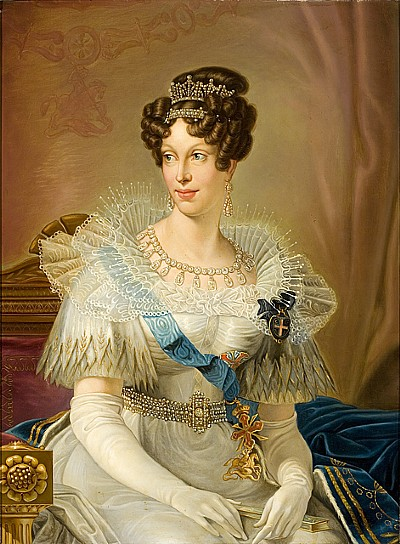
Maria Luísa

Depois que Napoleão renunciou ao seu trono em abril de 1814, Maria Luísa fugiu com seu filho para Blois, e depois seguiu para Viena. O Tratado de Fontainebleau (1814) estabeleceu que Maria Luísa poderia manter seu título imperial. O tratado também fez dela a governante dos ducados de Parma e Placência e Guastalla, com seu filho como herdeiro.
Durante o Congresso de Viena em 1815, no entanto, esses arranjos foram revisados, após o que Maria Luísa se tornou apenas Duquesa de Parma. Seu reinado terminaria quando ela morresse e a sucessão fosse proibida por um parente. Aqueles que eventualmente assumissem o título seriam anunciados em uma data posterior. Em 1817, foi decidido que os ducados pertenceriam a um membro da Casa de Bourbon. Somente em 1844 foi estabelecido que o Ducado de Guastalla seria tomado pelo Duque de Módena.
Em 7 de setembro de 1821, quatro meses após a morte de Napoleão, Maria Luísa em Parma contraiu um casamento morganático com seu amante, o conde Adão Adalberto von Neipperg, com quem ela já tinha dois filhos. Uma filha nasceu no mesmo ano do casamento com Neipperg.
Juntamente com Neipperg, Maria Luísa Parma governou Parma seguindo uma postura relativamente liberal. Depois que Neipperg morreu em 1829, o ministro Josef von Werklein, no entanto, tomou uma direção mais reacionária. Uma revolta em Parma, em 1831, foi esmagada pelas tropas austríacas e von Werklein teve que retornar a Viena.
Em 17 de fevereiro de 1834, Maria Luísa se casou novamente com o conde Charles-René de Bombelles. Este foi também um casamento morganático, em que as crianças não podiam herdar o Ducado de Parma.
Em 1847, ela morreu de inflamação pleural. O Ducado de Parma e Placência retornou à chefia da Casa de Bourbon-Parma, não apenas pela ausência de sucessores legais do trono, mas também pelas provisões do Congresso de Viena.

## Morte

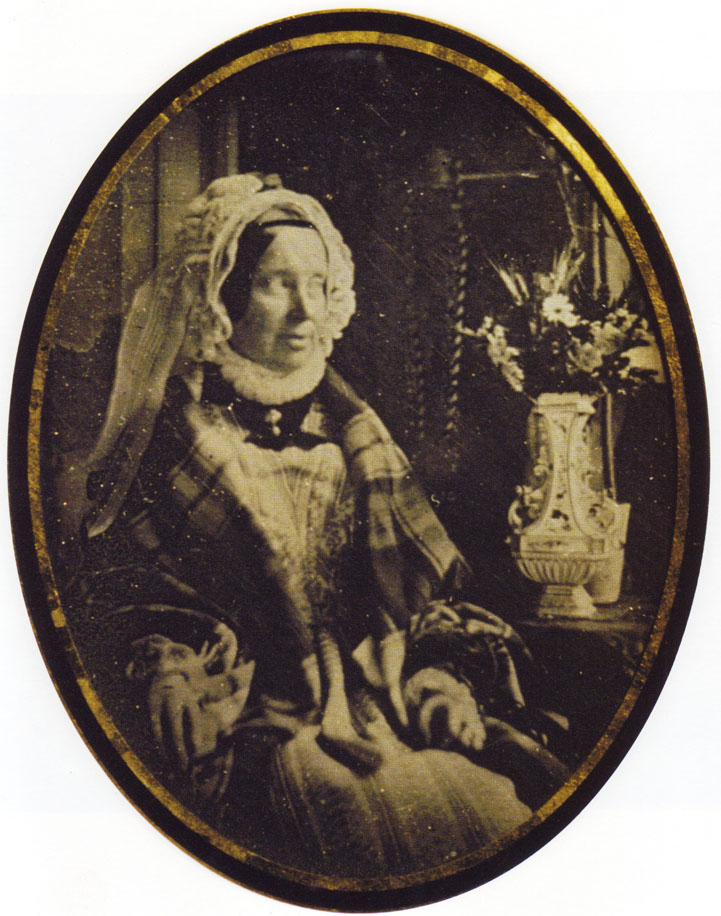
Maria Luísa em 1847

Em 1839, Maria Luísa disse que sua felicidade estava "no consolo que meus corajosos filhos podem me dar e no esforço de obedecer, tanto quanto minha fraca força, aos deveres que Deus me impõe" . O resto de sua vida é relativamente calmo: Maria está cercada pelo carinho de sua família, um marido que a respeita e filhos que a amam.
A gentrificação econômica e social que ocorre sob o governo de Maria começa a dar frutos pouco antes das revoluções de 1848. Por causa dessas posições liberais, a eleição do Pio IX provoca demonstrações de entusiasmo, até em Parma, enquanto a presença austríaca é cada vez mais disputada. Até a duquesa, embora amada durante seus trinta anos de governo, se sente tratada com mais frieza do que antes. Em junho, os tumultos foram firmemente reprimidos por Bombelles. Em 9 de dezembro de 1847 Maria, com idade precoce, acusa violentas dores no peito, que pioram à noite e são acompanhadas de calafrios e febre. No entanto, a duquesa preside o Conselho e depois se retira dizendo em italiano: "Adeus, meus amigos". Em 12 de dezembro, aniversário de cinquenta e seis anos, ela parece se recuperar, mas sua condição piora novamente. A cidade inteira é atingida pela dor e em frente ao palácio, uma grande multidão se reúne. Ela pede extrema unção e os últimos sacramentos, depois lê sua vontade: nomeia seu primo, o arquiduque Leopoldo (filho de seu tio Rainer José da Áustria, Vice-Rei do Reino Lombardo-Vêneto, o único legado. O marido, a filha e o genro estão perto dela, o filho está ausente, ele serve como oficial em uma guarnição austríaca. Seus dois filhos ilegítimos não podem herdar, mas cada um deles recebe 300 000 florins e itens pessoais.
No dia de sua morte, ela é perfeitamente lúcida; por volta das 12h de 17 de dezembro de 1847, depois de vomitar várias vezes, adormece em paz para não acordar. Às 17h, veio a falecer. O médico diz como a causa da morte pleurisia reumatoide. O corpo é embalsamado pelo Dr. Giuseppe Rossi, o homem que, trinta anos antes, havia criado seus dois filhos. Na véspera de Natal, o enterro é comemorado. o marechal de campo Joseph Radetzky, comandante das tropas austríacas na Itália, em Parma, envia um esquadrão de hussardos austríacos como guarda de honra.
Acompanhada por esses soldados, a ex-imperatriz dos franceses e duquesa de Parma começou sua última viagem a Viena. A duquesa foi colocada na cripta em Viena. Participaram seus irmãos Maria Clementina, Princesa de Salerno, Fernando I da Áustria e Francisco Carlos, Arquiduque da Áustria.
O título de Duque de Parma e Placência vai para o príncipe Carlos II, Duque de Parma, neto do último Bourbon que governou antes de Maria, e o de Duque de Guastalla vai para o duque Francisco V de Módena.

## Casamentos e descendência
- De seu primeiro casamento com Napoleão Bonaparte, tiveram um filho:

1. Napoleão II de França (1811–1832), morreu solteiro e sem descendência.

- De seu segundo casamento com Adão Adalberto von Neipperg, tiveram três filhos:

1. Albertina von Neipperg (1817–1867), casou-se com Luigi Sanvitale, conde de Fontanellato;
2. Guilherme Alberto, Príncipe de Montenuovo (1819–1895), casado com a condessa Juliana Batthyány von Németújvár;
3. Matilde von Neipperg (1821–1822), morreu na infância.

- De seu terceiro casamento com Charles-René de Bombelles, não tiveram filhos.

## Títulos, estilos e honras

Monograma imperial de Maria Luísa

### Títulos e estilos
- 12 de dezembro de 1791 – 1 de abril de 1810: Sua Alteza Imperial e Real, a Arquiduquesa Maria Luísa da Áustria, Princesa da Hungria, Croácia e Boêmia
- 1 de abril de 1810 – 6 de abril de 1814: Sua Majestade Imperial e Real, a Imperatriz dos Franceses e Rainha da Itália
- 20 de março de 1815 – 22 de junho de 1815: Sua Majestade Imperial e Real, a Imperatriz dos Franceses e Rainha da Itália
- 22 de junho de 1815 – 17 de dezembro de 1847: Sua Majestade, a Imperatriz Maria Luísa da França, Rainha da Itália, Arquiduquesa da Áustria, Duquesa de Parma, Placência e Guastalla

### Honras
- Grã-Mestra da Sagrada Ordem Militar Constantiniana de São Jorge
- Dama de Primeira-classe da Ordem da Cruz Estrelada[7]
- Dama Grã-Cruz da Imperial Ordem do Cruzeiro
- Dama Grã-Cruz da Ordem Soberana e Militar de Malta[8]